# When She Cries
"When She Cries" é uma canção escrita por Sonny LeMaire e Marc Beeson, e gravada pela banda americana Restless Heart. Foi lançada em agosto de 1992 como primeiro single do álbum Big Iron Horses. A música alcançou a nona posição na parada Billboard Hot Country Singles & Tracks e a décima primeira posição na Billboard Hot 100.

## Vídeo musical
O vídeo musical foi dirigido por Wayne Miller e mostra a banda tocando em um armazém.

## Desempenho nas paradas
| Parada (1992)                                 | Melhor posição |
| --------------------------------------------- | -------------- |
| Canadá (RPM Top Singles)                      | 6              |
| Canadá (RPM Adult Contemporary Tracks)        | 29             |
| Canadá (RPM Country Tracks)                   | 9              |
| Estados Unidos (Billboard Hot 100)            | 11             |
| Estados Unidos (Billboard Adult Contemporary) | 2              |
| Estados Unidos (Billboard Hot Country Songs)  | 9              |

### Paradas no fim de ano
| Parada (1993)                      | Posição |
| ---------------------------------- | ------- |
| Canadá (RPM Top Singles)           | 68      |
| Estados Unidos (Billboard Hot 100) | 76      |